# Death of a Ladies' Man
Pour les articles homonymes, voir Ladies Man.
Albums de Leonard Cohen
New Skin for the Old Ceremony
(1974) Recent Songs
(1979)
Death of a Ladies' Man est le cinquième album studio du chanteur canadien Leonard Cohen, paru en novembre 1977.

## Historique
L'album a été réalisé par  Phil Spector. Il s'agit de la seule collaboration entre Spector et Cohen, ce dernier admettant après coup n'avoir pas particulièrement apprécié l'expérience.
Leonard Cohen a rencontré Phil Spector en 1976, par l'entremise de leur manager-juriste commun Marty Machat. Dans la villa de Spector, à Beverly Hills, ils élaborent les chansons à partir de textes de Leonard, Spector et les frères Kessel, ses amis d'enfance, composant la musique ensemble.
En moins d'un mois, 12 chansons sont prêtes. En janvier et février 1977, plus une session en juin, les huit titres figurant sur l'album (plus une qui n'en fera pas partie : I Guess it's Time) sont enregistrés.
Les enregistrements ont eu lieu à 3 endroits différents :
- Le petit studio Gold Star,  Los Angeles, Californie, États-Unis, l'endroit préféré de Spector. C'est là que Bob Dylan passe une nuit avec eux et participe incidemment à cette session. On peut entendre les voix du chanteur Bob Dylan et du poète Allen Ginsberg sur la sixième chanson de l'album, Don't Go Home with Your Hard-On.
- Le Whitney Studio à Glendale, en Californie également.
- Le Devonshier Sound Studios dans la Vallée San Fernando, toujours en Californie.

La dernière session de juin a lieu à nouveau au studio Gold Star, pour l'enregistrement de Paper-Thin Hotel. A la fin de l’enregistrement. Spector emporte les bandes, comme à son habitude, et réalise seul les arrangements finaux de tout l'album. Leonard pense qu'il pourra ré-enregistrer sa partie, mais il n'en sera rien. Il est complètement écarté de l'édition finale des enregistrements. L'ensemble des sessions d'enregistrement s'est passé dans une atmosphère de tensions continuelles, de consommation excessive d'alcool - surtout Spector - et en présence d'armes à feu.  
Dans une déclaration au New York Times, Leonard déclare qu'il n'aime rien dans cet album, et que le "Mur de Son" cher à Spector est trop fort et agressif, que les arrangements l'ont gêné et il n'a pas pu faire passer la signification des chansons. 
De plus à cette époque, le ménage de Leonard avec Suzanne Elrod bat de l'aile (séparation en 1979) et la santé de la mère de Leonard, atteinte de leucémie, se détériore rapidement. Leonard lui dédiera son livre de poésies Death of a Lady's Man paru en 1978.

## Liste des titres
Toutes les paroles sont écrites par Leonard Cohen, toute la musique est composée par Phil Spector.
| No | Titre                           | Durée |
| -- | ------------------------------- | ----- |
| 1. | True Love Leaves No Traces      | 4:26  |
| 2. | Iodine                          | 5:03  |
| 3. | Paper Thin Hotel                | 5:42  |
| 4. | Memories                        | 5:59  |
| 5. | I Left a Woman Waiting          | 3:28  |
| 6. | Don't Go Home with Your Hard-On | 5:36  |
| 7. | Fingerprints                    | 2:58  |
| 8. | Death of a Ladies’ Man          | 9;19  |

## Personnel
- Leonard Cohen : Chant
- Jesse Ed Davis : Guitare
- David Isaac : Guitare
- Dan Kessel : Guitare, claviers, orgue, synthétiseurs, chœurs
- David Kessel : Guitare, chœurs
- Sneaky Pete Kleinow : Guitare, Pedal Steel, Slide Guitar
- Art Munson : Guitare
- Al Perkins : Pedal Steel, Slide Guitar
- Phil Spector : Guitare, claviers, arrangements des chœurs, arrangements rythmiques, chœurs, production
- Ray Pohlman : Guitare, basse
- Ray Neapolitan : Basse, contrebasse
- Barry Goldberg, Tom Hensley, Pete Jolly, Michael Lang, Bill Mays, Don Randi :  Claviers
- Bob Robitaille : Synthétiseurs, programmation des synthétiseurs, ingénieur assistant
- Devra Robitaille : Synthétiseurs, production
- Bobby Bruce : Violon
- Conte Candoli : Trompette
- Charles Loper, Charles Loper, Jack Redmond : Trombone
- Don Menza : Flûte, saxophone, cuivres, arrangements des cuivres
- Jay Migliori : Saxophone
- Brenda Bryant, Billy Diez, Oma Drake, Bob Dylan, Venetta Fields, Gerald Garrett, Allen Ginsberg, Clydie King, Sherlie Matthews, Bill Thedford, Julia Tillman Waters, Oren Waters, Lorna Willard : Chœurs
- Hal Blaine, Jim Keltner : Batterie
- Terry Gibbs : Percussions, vibraphone
- Emil Radocchia, Robert Zimmitti : Percussions